# Дубровно (Псковская область)
Дубровно — деревня в северной части Порховского района Псковской области. Входит в состав сельского поселения «Дубровенская волость».

## География
Расположена на реке Удоха, в 25 км к северо-западу от города Порхов и в 20 км к юго-западу от волостного центра, деревни Боровичи.

## Население
Численность населения на конец 2000 года составляла 166 жителей.

## История
Шелонская земля, к которой относится деревня Дубровно, издавна входила в состав Новгородской земли. До XIII века эта местность была слабо заселена, так как долина реки Шелонь находилась на пограничье земель ильменских словен и псковских кривичей. Путь между Новгородом и Псковом проходил по реке Шелонь, далее сворачивал либо водным путём на Узу или сухопутным по Удохе через Дубровну.
Дубровна — наиболее древний населённый пункт, упоминаемый в этой местности. Погост Дубровна впервые упоминается в Новгородской берестяной грамоте, которая датируется 1061—1095 гг.: «На Шелоне на Добромысле 10 коуно,… Доубровне на Хрипане 19 третьеё гривне».
Под 1137 годом Дубровна упоминается в связи с походом князя Святослава Ольговича с новгородцами на Псков, пытаясь прогнать укрепившегося там бывшего новгородского князя Всеволода Мстиславича. Тогда войска новгородцев остановились и повернулись вспять именно в Дубровне, перед псковскими засеками: «Потомь же Святославъ Олговиць съвкупи всю землю Новгородскую, и брата своего приведе Глебка, куряны съ Половци, идоша на Пльсковъ прогонять Всеволода. И не покоришася пльсковици имъ, ни выгнаша князя от себе, нъ бяхуть ся устерегли, засекли осеки все, и съдумавше князь и людье на пути, въспятишася на Дубровне» . Таким образом, Дубровна находилась на пути из Новгорода в Псков и являлась пограничным пунктом с Псковской землей. В Дубровне сохранились остатки небольшого мысового городища, поэтому в XII веке, видимо, это был укреплённый городок на этом пограничье.